# Kurkijoki
Kurkijoki (ros. Куркиёки) – osiedle w Rosji, w Karelii, w rejonie łachdienpochskim. W 2010 liczyło 944 mieszkańców.

## Urodzeni
- Alexandra Gripenberg – fińska działaczka społeczna.
- Veikko Hakulinen – fiński biegacz narciarski.
- Lauri Kristian Relander – fiński polityk, prezydent Finlandii.